# Simone Mina
Simone Mina (Genova, 19 ottobre 1982) è un pallanuotista italiano. È cresciuto nel settore giovanile della Pro Recco, con cui nel 2002 ha vinto la Coppa dei Campioni.
Nel 2016 ha giocato una gara nella Pro Recco Rugby, mentre nel 2017 è stato campione del mondo di vela.

## Statistiche

### Presenze e reti nei club
Statistiche aggiornate al 9 gennaio 2011.
| Stagione         | Squadra          | Campionato       | Campionato | Campionato | Coppe nazionali | Coppe nazionali | Coppe nazionali | Coppe continentali | Coppe continentali | Coppe continentali | Totale | Totale |
| Stagione         | Squadra          | Comp             | Pres       | Reti       | Comp            | Pres            | Reti            | Comp               | Pres               | Reti               | Pres   | Reti   |
| ---------------- | ---------------- | ---------------- | ---------- | ---------- | --------------- | --------------- | --------------- | ------------------ | ------------------ | ------------------ | ------ | ------ |
| 2004-2005        | Chiavari         | B                | ?          | ?          | -               | -               | -               | -                  | -                  | -                  | ?      | ?      |
| 2005-2006        | Chiavari         | B                | ?          | ?          | -               | -               | -               | -                  | -                  | -                  | ?      | ?      |
| Totale Chiavari  | Totale Chiavari  | Totale Chiavari  | ?          | ?          |                 | -               | -               |                    | -                  | -                  | ?      | ?      |
| 2006-2007        | Nervi            | A1               | ?          | ?          | -               | -               | -               | -                  | -                  | -                  | ?      | ?      |
| 2007-2008        | Nervi            | A1               | ?          | ?          | -               | -               | -               | -                  | -                  | -                  | ?      | ?      |
| Totale Nervi     | Totale Nervi     | Totale Nervi     | ?          | ?          |                 | -               | -               |                    | -                  | -                  | ?      | ?      |
| 2008-2009        | Latina           | A1               | ?          | ?          | -               | -               | -               | -                  | -                  | -                  | ?      | ?      |
| 2009-2010        | Bogliasco        | A1               | ?          | ?          | -               | -               | -               | -                  | -                  | -                  | ?      | ?      |
| 2010-2011        | Bogliasco        | A1               | 11         | 0          | -               | -               | -               | -                  | -                  | -                  | 11     | 0      |
| Totale Bogliasco | Totale Bogliasco | Totale Bogliasco | ?          | ?          |                 | -               | -               |                    | -                  | -                  | ?      | ?      |
| Totale carriera  | Totale carriera  | Totale carriera  | ?          | ?          |                 | -               | -               |                    | -                  | -                  | ?      | ?      |